# Grace Gummer
Grace Jane Gummer (Nueva York; 9 de mayo de 1986) es una actriz estadounidense de cine y televisión.

## Biografía
Grace Gummer nació el 9 de mayo de 1986. Sus padres son la actriz Meryl Streep y el escultor Don Gummer. Grace creció en Los Ángeles y Connecticut junto a sus hermanos Henry, Mamie y Louisa. Es sobrina del productor Harry Streep, y de los actores Dana Streep y Maeve Kinkead. Estudió en la prestigiosa Universidad de Vassar, graduándose en Historia del Arte e Italiano.

## Vida personal
Gummer estuvo casada con el músico Tay Strathairn, hijo del actor y productor David Strathairn. Se conocieron siendo niños. Se casaron el 10 de julio de 2019 y se divorciaron el 23 de marzo de 2021. Conoció al productor británico Mark Ronson, a mediados del 2020. Se casaron en septiembre de 2021. El 13 de octubre de 2022, a través de un comunicado en sus redes sociales, anunciaron que estaban esperando su primer hijo. Gummer dio a luz en marzo de 2023.

## Carrera

### Cine
| Año  | Película                  | Personaje             | Notas        |
| ---- | ------------------------- | --------------------- | ------------ |
| 1993 | The House of the Spirits  | Joven Clara del Valle |              |
| 2010 | Meskada                   | Nat Collins           |              |
| 2010 | Bashert                   | Abby                  | Cortometraje |
| 2011 | Larry Crowne              | Natalie Calimeris     |              |
| 2012 | Frances Ha                | Rachel                |              |
| 2013 | The Homesman              | Arabella Sours        |              |
| 2014 | Learning to Drive         | Tasha Shields         |              |
| 2015 | Jenny's Wedding           | Anne Farrell          |              |
| 2018 | The Long Dumb Road        | Nina                  |              |
| 2018 | Beast of Burden           | Jen                   |              |
| 2019 | Standing Up, Falling Down | Megan                 |              |

### Televisión
| Año       | Serie                             | Personaje                   | Notas                          |
| --------- | --------------------------------- | --------------------------- | ------------------------------ |
| 2010–2011 | Gigantic                          | Anna Moore                  | 18 episodios                   |
| 2012–2013 | Smash                             | Katie Rand                  | 2 episodios                    |
| 2013      | Zero Hour                         | Agente del FBI Paige Willis | 6 episodios                    |
| 2013–2014 | Paloma                            | Paloma                      | 5 episodios                    |
| 2013–2014 | The Newsroom                      | Hallie Shea                 | 10 episodios                   |
| 2013      | American Horror Story: Coven      | Millie                      | Episodio: «The Axeman Cometh»  |
| 2014–2015 | Extant                            | Julie Gelineau              | Elenco principal; 21 episodios |
| 2014–2015 | American Horror Story: Freak Show | Penny                       | 7 episodios                    |
| 2016–2019 | Mr. Robot                         | Dominique DiPierro          | Elenco principal; 31 episodios |
| 2016      | Confirmation                      | Ricki Seidman               | Película de televisión         |
| 2016      | Good Girls Revolt                 | Nora Ephron                 | 6 episodios                    |
| 2018      | That's Harassment                 | Ella misma                  | Cortometraje                   |
| 2019      | The Hot Zone                      | Melinda Danport             | Miniserie; 4 episodios         |
| 2020      | A Teacher                         | Chloe                       | Episodio: "Episode 9"          |
| 2021      | Dr. Death                         | Kim Morgan                  |                                |

### Teatro
| Año  | Obra                               | Personaje     | Director         | Teatro                  |
| ---- | ---------------------------------- | ------------- | ---------------- | ----------------------- |
| 2011 | Arcadia                            | Chloë Coverly | Sir Tom Stoppard | Ethel Barrymore Theatre |
| 2008 | The Sexual Neuroses of Our Parents | Dora          | Lukas Bärfuss    |                         |